# Love of Lesbian
I Love of lesbian sono un gruppo pop-rock/indie spagnolo, originario di Sant Vicenç dels Horts.
Quando iniziano a suonare, nel 1997, la formazione comprendeva: Santi Balmes (voce e chitarra), Jordi Roig (chitarra), Joan Ramon Planell (basso e sintetizzatore) e Oriol Bonet (batteria e programmazione) Più tardi si unirà alla band Julián Saldarriaga (chitarra e voce). La formazione viene completata da Dani Ferrer (tastiere) durante i live.

## Discografia

### Album studio
- 1999 - Microscopic Movies (Pussycats Records)
- 2002 - Is It Fiction? (Rock K)
- 2003 - Ungravity (Naïve)
- 2005 - Maniobras de escapismo (Naïve)
- 2007 - Cuentos chinos para niños del Japón (Naïve)
- 2009 - 1999 (o cómo generar incendios de nieve con una lupa enfocando a la luna) (Warner Music)
- 2012 - La noche eterna. Los días no vividos. (Warner Music)

### Singoli
- 2010 - Incondicional (Warner Music Spain)
- 2010 - Lucha De Gigantes (Universal Music Group) - & Zahara
- 2011 - John Boy (Warner Music Spain)

### Raccolte
- 2010 - Maniobras en Japón (Warner Music)

## Formazione
- Santi Balmes - voce, chitarra
- Julián Saldarriaga - voce, chitarra
- Jordi Roig - chitarra
- Joan Ramon Planell - basso e sintetizzatore
- Oriol Bonet - batteria e programmazione
- Dani Ferrer - tastiere (turnista live)